# Ogień pośredni
Ogień pośredni – sposób celowania i prowadzenia ognia bez widoczności celu.
Położenie celu jest przekazywane przez obserwatorów. Obsługa przelicza nastawy działa i oddaje strzał. W przypadku ognia korygowanego, po strzale działa kierunkowego obserwator podaje poprawkę i po jej uwzględnieniu strzela cała bateria. 
Prowadzenie ognia pośredniego jest stosowane niemal wyłącznie w artylerii, rzadziej w wojskach pancernych.